# أجي (ريوكيو)

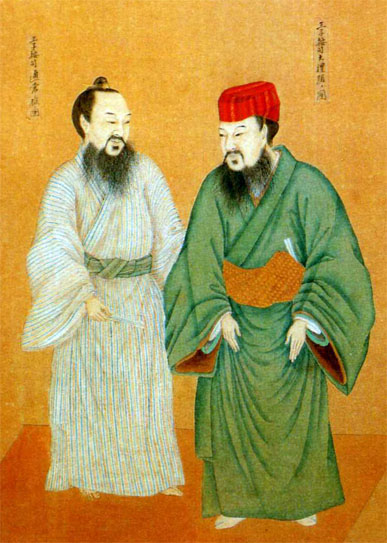
أجي

يعد الآجي ، الأنجي أو الأزو (باللغة اليابانية: 按司) أحد الحكام السابقين لمملكة صغيرة في جزر ريوكيو. أصبحت الكلمة فيما بعد لقبًا ورتبة نبل في مملكة ريوكيو. يرجع هذا إلى قرب نطق الكلمة من كلمة أروجي باللغة اليابانية والتي تعني ("السيد")، وتنوع هذا النطق في جميع أنحاء جزر ريوكيو. تاتي هذه الكلمة تحديدًا في المرتبة التالية بعد الأمير بين النبلاء.

## قائمة بعض الأجيين (1873)

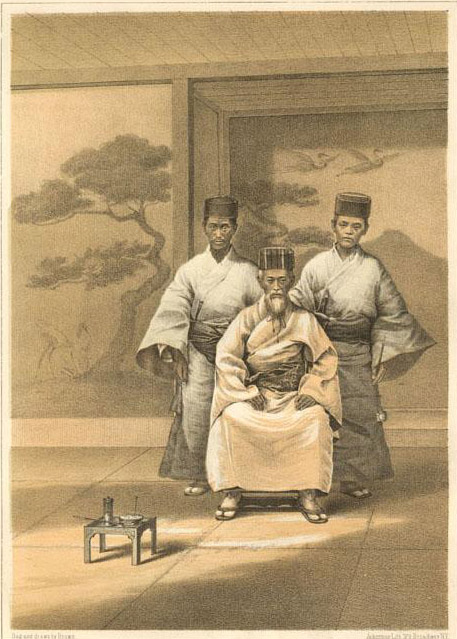
شو كوكون ، المعروف أيضًا باسم ناكازاتو أجي تشوكي (لاحقًا يوناشيرو أوجي تشوكي) ، الحاكم التاسع ليوناشيرو أودون.

- يوشيمورا آجي (يوشيمورا أودون)
- يوناشيرو أجي (يوناشيرو أودون)
- أوساتو أجي (أوساتو أودون)
- أوراسوي أجي (أوراسوي أودون)
- تاماغاوا أجي (تاماغاوا أودون)
- كونيغامي أجي (كونيغامي أودون)
- ميساتو آجي (ميساتو أودون)
- هانجي آجي (هانجي أودون)
- ناجو آجي (ناجو أودون)
- كين آجي (كين أودون)
- أوشيما أجي (أوشيما أودون)
- مابوني آجي (مابوني أودون)
- ناكازاتو أجي (ناكازاتو أودون)
- أوجيمي أجي (أوجيمي أودون)
- جوشيكامي أجي (جوشيكامي أودون)
- مابوني آجي (مابوني أودون)
- تاماشيرو أجي (تاماشيرو أودون)
- غوشيكاوا أجي (غوشيكاوا أودون)
- تاكامين أجي (تاكامين أودون)
- كوشي أجي (كوشي أودون)
- كاتسورين آجي (كاتسورين أودون)